# Amolops cremnobatus
Amolops cremnobatus е вид жаба от семейство Водни жаби (Ranidae). Видът е почти застрашен от изчезване.

## Разпространение
Разпространен е във Виетнам и Лаос.